# Jiliniornis huadianensis
Jiliniornis huadianensis — викопний вид сивкоподібних птахів родини сивкові (Charadriidae), що існував у еоцені в Східній Азії.
Вид описаний по правій плечовій кістці, що знайдена у відкладеннях формації Гуадіань у провінції Цзілінь на північному сході Китаю.